# Échalas
Échalas – miejscowość i gmina we Francji, w regionie Owernia-Rodan-Alpy, w departamencie Rodan.
Według danych na rok 1990 gminę zamieszkiwały 1032 osoby, a gęstość zaludnienia wynosiła 49 osób/km² (wśród 2880 gmin regionu Rodan-Alpy Échalas plasuje się na 760. miejscu pod względem liczby ludności, natomiast pod względem powierzchni na miejscu 458.).